# Osbald de Northúmbria
Osbald va ser rei de Northúmbria l'any 796 durant gairebé un mes, després de l'assassinat d'Æthelred I el 18 d'abril. Va ser amic d'Alcuí, bisbe de York, el qual sovint li enviava cartes donant-li consell. Però no va ser millor governant que el seu predecessor i el van fer deposar.

## Biografia
Es desconeixen els seus orígens familiars. Osbald era un home de caràcter violent i possiblement un assassí, segons creuen els historiadors moderns. El 9 de gener del 780 va matar Bearn, fill del rei Ælfwald cremant-lo fins a la mort en un lloc anomenat Selectune (possiblement Silton). El 793 Alcuí li va enviar una carta a Osbald explicant-li la necessitat imperiosa de canviar el seu mode de vida de pecat. Li criticava la seva conducta tan orgullosa, la seva vestimenta de tant de luxe i l'estil pagà amb què portava els seus cabells. Li aconsella que dediqués la seva atenció a Déu perquè «el luxe en els emperadors significa pobresa per al poble».
Osbald va esdevenir rei de Northúmbria el 796 en una època en què el país estava submergit en l'anarquia. Va governar durant 27 dies fins que el poble se'n va cansar d'ell, el van obligar a abdicar i li van demanar que marxés del país. Es va retirar a Lindisfarne però allà estava posant en perill els monjos, ja que la seva presència podia despertar la ira del poble i anar a atacar el monestir. Mentre s'estava allà, Alcuí li va escriure una carta proposant-li que es fes cavaller al servei d'altres reis. Osbald s'hi va negar i Alcuí li va enviar una altra carta que deia:
«Estimat amic Osbald … Estic decebut amb tu per no fer cas dels meus consells. T'instava en la meva carta a abandonar la teva manera de viure. No afegeixis més pecat al pecat portant a la ruïna el teu país i fent vessar sang. Pensa quanta sang els emperadors, els prínceps i el poble ja ha hagut de vessar per tu i pel teu clan.»
Poc després, Osbald va embarcar cap al país dels pictes amb uns companys, i allà va ser acollit pel rei Caustantín a canvi de fer-se monjo. Va morir el 799 i va ser enterrat en una tomba sense nom a la catedral de York.